# Florian Müller (Autor)
Florian Müller (* 21. Januar 1970 in Haunstetten) ist ein Blogger, Lobbyist, Unternehmer, Unternehmensberater und Gründer der europapolitischen Kampagne NoSoftwarePatents.com.

## Leben
Im Jahr 1985 begann Müller, Artikel für Computerzeitschriften (hauptsächlich 64’er) zu verfassen. Im Jahr darauf veröffentlichte er sein erstes Buch Vom C64 zum C128 – Tips & Tricks im Verlag Markt & Technik.
Von 1987 bis 1998 spezialisierte er sich auf Lizenzkooperationen zwischen Softwareherstellern aus USA und Europa. Er begründete und kümmerte sich um Kooperationen in den Segmenten Anwendungssoftware, Utility-Software, Lernsoftware (tätig u. a. für den Ernst Klett Verlag) und Spielesoftware. Er war unter anderem bei den Blizzard-Spielen WarCraft II, Diablo I und StarCraft I an der Lokalisierung und der Vermarktung beteiligt.
1996 gründete er mit Kollegen den Online-Spieleservice Rival Network, den er Anfang 2000 an ein Unternehmen der Telefónica-Gruppe veräußerte. Von 2001 bis 2004 beriet er den CEO und das weitere Management von MySQL AB, dem Hersteller der gleichnamigen Open-Source-Datenbanksoftware.
2004 startete Müller mit Unterstützung der Sponsoren 1&1, Red Hat und MySQL die Kampagne NoSoftwarePatents.com, die sich gegen eine geplante EU-Richtlinie zu computerimplementierten Erfindungen (sogenannten Softwarepatenten) wandte. Nach mehreren Jahren intensiver Lobbyarbeit diverser Organisationen wurde die Richtlinie am 6. Juli 2005 vom Europäischen Parlament mit 648 von 680 abgegebenen Stimmen abgewiesen.
Für seine politische Arbeit erhielt er 2005 mehrere Auszeichnungen. Eine englische Fachzeitschrift für Geistiges Eigentum, „Managing Intellectual Property“, führte Müller unter den „top 50 most influential people in intellectual property“ des Jahres auf. Die Website Silicon.com setzte ihn auf Platz 43 unter den Silicon Agenda Setters. Die auf EU-Themen spezialisierte Brüsseler Wochenzeitung European Voice zählt Müller zu den „EV50 Europeans of the Year 2005“. Gemeinsam mit dem FFII erhielt Müller den CNET Networks UK Technology Award in der Kategorie „Herausragender Beitrag zur Softwareentwicklung“.
Im November 2005 wurde er im Rahmen der Verleihung zum „Europäer des Jahres“ mit einem Preis in der Unterkategorie „Kampagnenführer des Jahres“ ausgezeichnet. Es gab anschließend Verwirrung darüber, ob er den Preis angenommen hatte oder nicht. Die veranstaltende Zeitung European Voice führt ihn jedoch weiterhin als Preisgewinner, und Müller erklärte später, er habe den Preis „unter Protest (gegen das angebliche Wahlergebnis für die Hauptauszeichnung Europäer des Jahres) akzeptiert“.
Im Frühjahr 2007 berichtete Der Spiegel, dass Florian Müller für den spanischen Fußballclub Real Madrid lobbyistisch tätig wurde. In einem Interview warf er dem FC Bayern München in der Frage der Vermarktung von Fernsehübertragungsrechten von Fußballspielen „quasikommunistische Forderungen“ vor, weil er die in Deutschland übliche Zentralvermarktung dieser Rechte mit EU-Hilfe auf Spanien und Italien ausdehnen wollte.
2009 engagierte sich Florian Müller gegen die Übernahme von Sun Microsystems seitens Oracle. Sun hatte zuvor die Open-Source-Datenbank MySQL aufgekauft. Laut Müller und anderer Kritiker war der Markt für Open-Source-Datenbanken gefährdet. Damit stellt sich Müller an die Seite von MySQL-Gründer Michael Widenius, der ebenfalls vor der Übernahme warnte.
Später arbeitete er als Berater für Firmen wie Oracle oder Microsoft.

## Bücher
- Vom C 64 zum C 128. Markt+Technik, München 1987. ISBN 3-89090-402-5
- C 64, alles über GEOS. Markt+Technik, München 1987. ISBN 3-89090-461-0
- C 64 – GEOS 1.3 (deutsch). Markt+Technik, München 1988. ISBN 3-89090-570-6
- C 64 für Insider. Markt+Technik, München 1988. ISBN 3-89090-481-5
- C 64. Markt+Technik, München 1988. ISBN 3-89090-499-8
- Alles über den C 128. Markt+Technik, München 1988. ISBN 3-89090-613-3
- C 128. Markt+Technik, München 1988. ISBN 3-89090-700-8
- C 64, C 128 – alles über GEOS 2.0. Markt+Technik, München 1989. ISBN 3-89090-808-X